# Codex Wallerstein

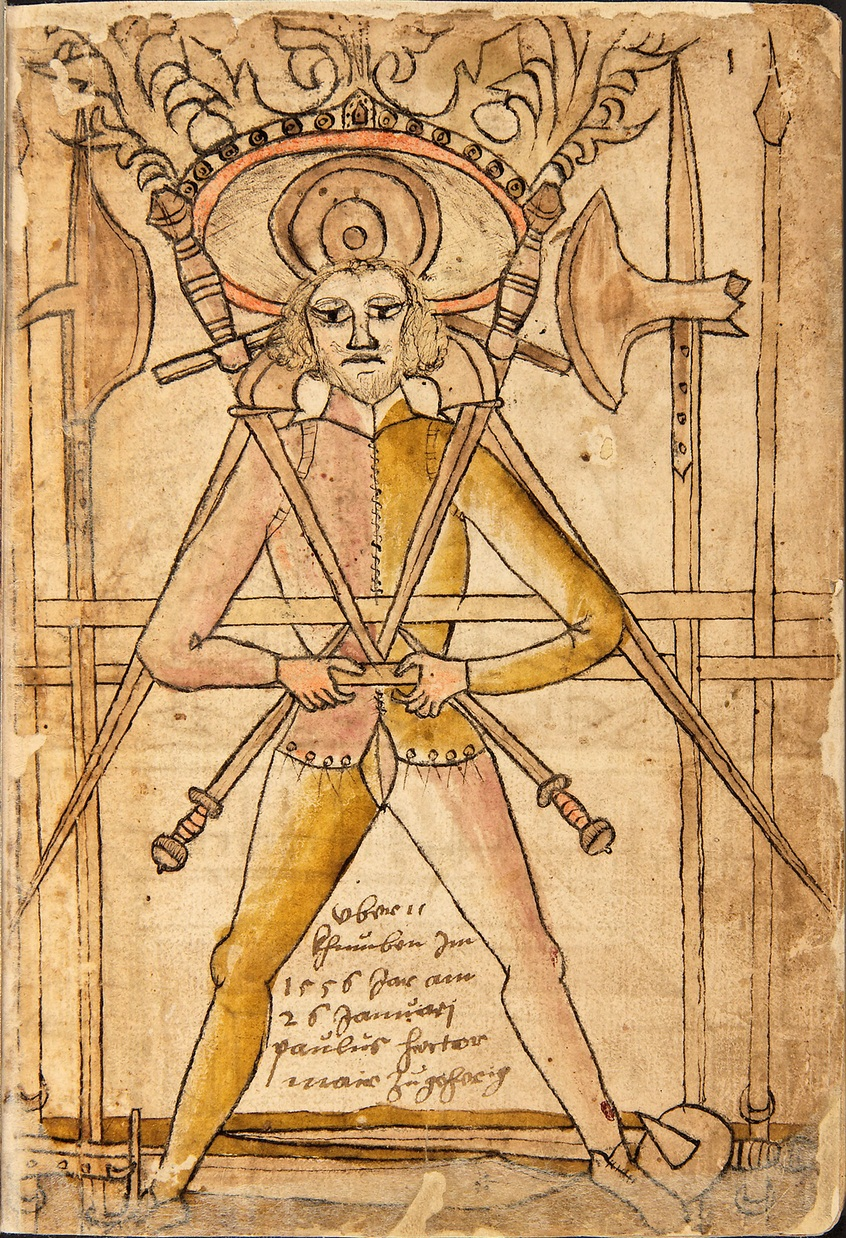
Codex Wallerstein - przedstawienie szermierza z różnymi rodzajami broni

Codex Wallerstein (zwana czasami Codex Vonn Baumanns) (Oettingen-Wallerstein Cod. I.6.4o.2, biblioteka Uniwersytetu w Augsburgu) – księga o szermierce z XVI w., która zawiera trzy XV-wieczne rękopisy opisujące na 221 ilustrowanych stronach technikę walki długimi mieczami, nożami i sztyletami. Ponadto prezentowane są także techniki walki wręcz i samoobrony.